# ایلمنزه
ایلمنزه (به آلمانی: Illmensee) یک شهر در آلمان است که در Sigmaringen واقع شده‌است. ایلمنزه ۲٬۰۸۴ نفر جمعیت دارد.